# Kosmodemjansk
Kosmodemjansk (russisch Козьмодемьянск, Mari Цикмӓ / Zikmä bzw. Чыкма / Tschykma) ist eine Stadt in der autonomen Republik Mari El, östlich des Zentralraums von Russland, und hat 21.257 Einwohner (Stand 14. Oktober 2010). Ihre Lage ist 550 km östlich von Moskau, etwa auf halbem Weg zum Ural.

## Geografie

### Lage und Nachbarstädte
Die Stadt liegt 90 km südwestlich der Republikhauptstadt Joschkar-Ola am steilen rechtsseitigen Ufer der Wolga (Tscheboksarsker Stausee), wo die Wolgahöhen nach Norden auslaufen. Die gegenüberliegende (nördliche) Seite des Stroms ist hingegen relativ flach.
Die nächstgelegene Großstadt Tscheboksary, etwa 50 km stromabwärts, gehört bereits zur Nachbarrepublik Tschuwaschien. Die nächsten Millionenstädte Nischni Nowgorod und Kasan liegen jeweils etwa 200 Straßenkilometer entfernt im Westen bzw. Osten.
Kosmodemjansk ist der Republik Mari El administrativ direkt unterstellt und zugleich Verwaltungszentrum des Rajons Gornomarijski (Berg-Mari-Rajon).

## Geschichte
Kosmodemjansk entstand 1583 als Ostrog Kosmodemjanski an Stelle der älteren tschuwaschischen Siedlung Tschikmechola und wurde erstmals 1609 als „Stadt“ erwähnt. 1781 wurde der Ort Verwaltungszentrum eines Kreises (Ujesds) des Gouvernements Kasan und erhielt das heutige Stadtrecht.

### Bevölkerungsentwicklung
| Jahr | Einwohner |
| ---- | --------- |
| 1897 | 5.200     |
| 1926 | 7.700     |
| 1939 | 10.680    |
| 1959 | 12.625    |
| 1970 | 15.302    |
| 1979 | 18.792    |
| 1989 | 24.746    |
| 2002 | 22.771    |
| 2010 | 21.257    |

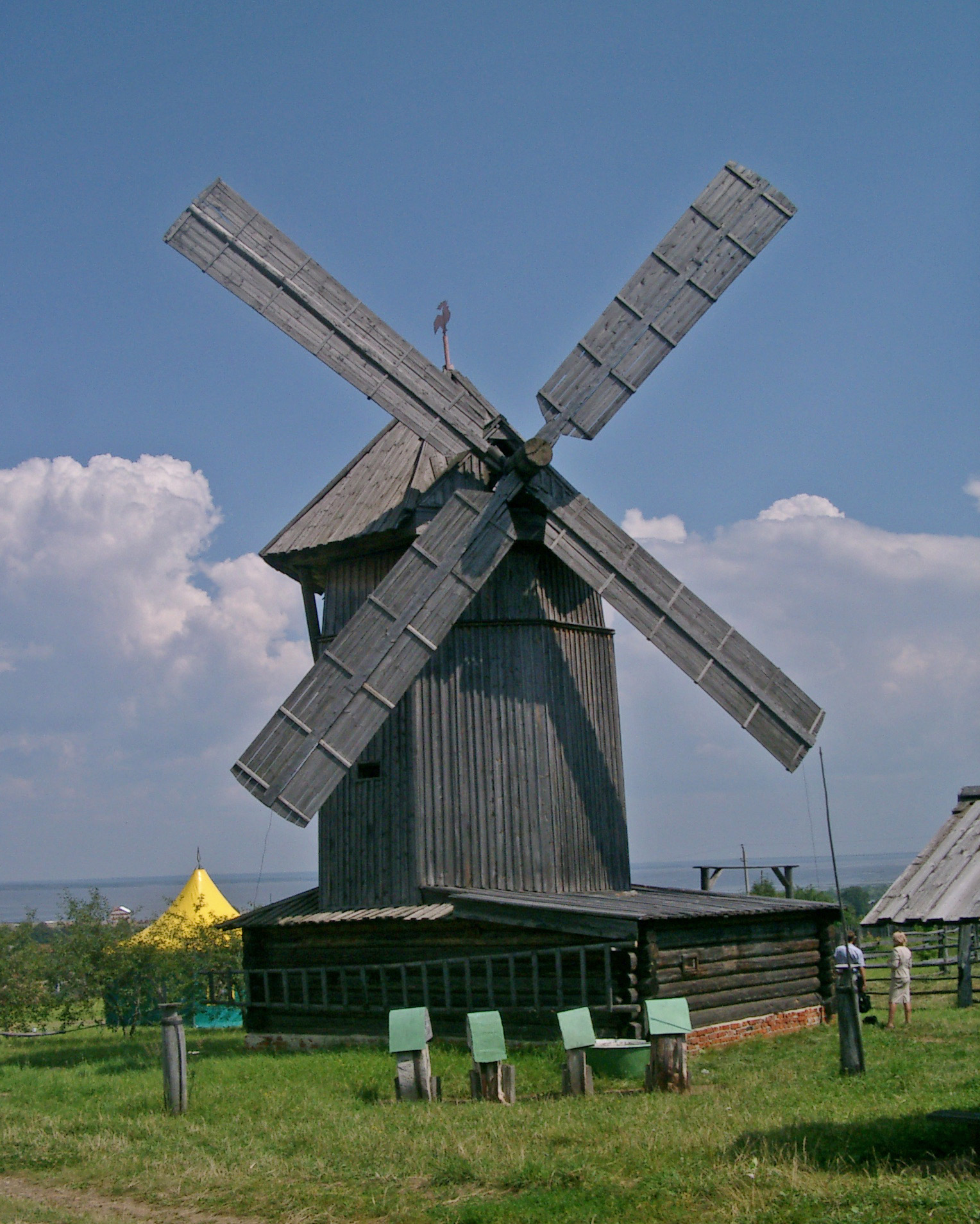
Historische Windmühle im ethnografischen Museum der Mari in Kosmodemjansk

Anmerkung: Volkszählungsdaten (bis 1926 gerundet)

## Söhne und Töchter der Stadt
- Andrei Eschpai (1925–2015), Komponist